# Tom de Mul
Tom de Mul (født 4. marts 1986 i Kapellen, Belgien) er en belgisk tidligere fodboldspiller (kantspiller).
De Mul blev som ungdomsspiller rekrutteret af hollandske AFC Ajax, hvor han tilbragte en stor del af sine ungdomsår og sine første år som seniorspiller. Han var med til at sikre klubben både et hollandsk mesterskab og en pokaltitel, men formåede aldrig at tilspille sig en plads som stamspiller i klubben. I 2007 skiftede han til spanske Sevilla FC, og havde seenre også lejeophold i blandt andet Genk i hjemlandet.
For det belgiske landshold nåede de Mul at spille to kampe, der begge faldt i 2007. Der var tale om to EM-kvalifikationskampe mod henholdsvis Portugal og Finalnd, der begge blev tabt.

## Titler
Æresdivisionen
- 2004 med Ajax

KNVB Cup
- 2007 med Ajax

Johan Cruijff Schaal
- 2006 med Ajax

Supercopa de España
- 2007 med Sevilla FC

Belgisk pokal
- 2009 med Genk